# Georg Ludwig von Dalwig

Georg Ludwig von Dalwig

General Georg Ludwig von Dalwig

Rabe Ludwig von Dalwigk, Vater des Georg Ludwig

Georg Ludwig von Dalwig (* 26. Dezember 1725 in Silkerode; † 27. September 1796 in Ratibor) war ein preußischer General der Kavallerie, Chef des Kürassier-Regiments Nr. 12 sowie Ritter des Pour le Mérite und des Schwarzen Adlerordens.

## Leben
Georg Ludwigs Vater war der Hessische Generalleutnant Rabe Ludwig von Dalwigk, seine Mutter Elisabeth Franziska Sophie, geborene von Bobenhausen gen. Mernolfs, die zur Zeit der Geburt noch mit dem Leutnant Johann Friedrich von Büssing (Bissing) verheiratet war, von dem sie später geschieden wurde. Der gemeinsame Sohn wurde auf Veranlassung des Vaters durch Landgraf Wilhelm VIII. von Hessen-Kassel legitimiert. Seine Nachkommen führen den Freiherrentitel mit der Namensform Dalwig (Bestätigung durch das Kgl. preuß. Heroldsamt 1881).
Georg Ludwig von Dalwig wurde am 31. Dezember 1725 getauft. Sein Geburtsort Silkerode war das Gut seines Paten Ludwig von Minnigerode, der mit einer Schwester der Mutter – Sibilla Catharina – verheiratet war.
Der Junge wuchs bei seinem Vater auf dem Gut Campf im heutigen Dalwigsthal (Kr. Waldeck) auf, den er auch in dessen Garnisonen (u. a. Hessisch Oldendorf an der Weser, Kassel und Ziegenhain) begleitete. Im Alter von zehn Jahren gab ihn der Vater in eine Kadettenanstalt. 1740 trat Georg Ludwig als Standartenjunker in das preußische Kürassier-Regiment „Markgraf Friedrich“ Nr. 5 in Angermünde ein, nahm sofort am 1. Schlesischen Krieg (1740–42) teil und machte die entscheidende Schlacht bei Mollwitz mit, sowie die Belagerungen von Brieg und Neiße. Im 2. Schlesischen Krieg nahm er an allen Schlachten teil.
Im Siebenjährigen Krieg war er an den Schlachten bei Lobositz, Prag, Liegnitz und Torgau beteiligt, sowie an den Gefechten bei Jauer, Skalitz, Saalfeld und Storchnest. Er wurde mehrfach verwundet. In der Schlacht von Torgau nahm er den österreichischen General Bibo(w) mit dem größten Teil seiner Grenadiere gefangen und erbeutete eine Batterie mit sechs Kanonen, wofür er den Orden Pour le Mérite erhielt.
Im Bayerischen Erbfolgekrieg 1778/79 befand sich Dalwig beim Heer des Königs und kommandierte den linken Flügel der Kavallerie. Das Heer rückte in Böhmen ein, doch kam es zu keiner Schlacht.
Georg Ludwig starb 1796 in Ratibor und wurde dort in der Heiligen-Geist-Kirche beigesetzt.

## Familie
Dalwig war dreimal verheiratet und hatte aus diesen drei Ehen elf Kinder. Er besaß in Oberschlesien die Güter Guttentag, Baumgarten, Mokrau, Belk, Pottesch, Krawarn und Mackau, die alle im Regierungsbezirk Oppeln lagen.
Aus seiner ersten Ehe mit Antonie, geborene von Stechow († 1764) sind folgende Kinder bekannt:
- Agnes Louise (1756–1796) ⚭ Balthasar Philipp von Thun auf Krawarn und Mackau († 1816) (Sohn des Generalleutnants Otto Balthasar von Thun)
- Georg Ludwig Friedrich (1762–1832), preußischer Generalmajor

⚭ Helene Sophie Philippine Henriette von Blankensee (* 1769), geschieden 1792
⚭ Johanna Charlotte Henriette von Gaffron (1779–1802)
⚭ Adelheid Sylvia Ernestine von Frankenberg (1784–1873) (Tochter des Generals Sylvius von Frankenberg und Proschlitz)
Aus zweiter Ehe mit Julie Luise von Sydow (1755–1779):
- Beate

⚭ 3. Februar 1793 Graf N.N. von Dyhern, (Geschieden)
⚭ 20. April 1806 Reichsgraf Heinrich von Mettich, Herr von Teschtschau
- Julie Henriette (1772–1831) ⚭ 1792 Moritz Wilhelm Leonhard von Prittwitz (1752–1842), preußischer Major[2]

Aus dritter Ehe mit Sophie von Kurnatowski (1756–1821):
- Ludwig Ernst (1780–1849), Herr auf Dombrowka

⚭ 16. Oktober 1810 Rosalie Kapuczinsky (1794–1821)
⚭ 27. Juni 1825 Karoline Anna Eleonore von Witowska (1804–1854)
- Sophie Wilhelmine (1787–1793)
- Karl Philipp Wilhelm (1791–1793)

## Militärische Karriere
- 1740 Standartenjunker
- 1744/45 Leutnant
- 1749 Rittmeister und Eskadronschef im Husaren-Regiment von Wartenberg.
- 1750 Major
- 1756 Kommandeur des Husarenregiments
- 1757 Oberstleutnant
- 1759 Kommandeur des Spaen’schen Kürassier-Regiments (Nr. 12).
- 1761 Oberst und Chef seines Regiments, das den Namen „Regiment von Dalwig“ bekam.
- 1764 Generalmajor
- 1770/71 Kommandeur des „Pestkordons“ an der oberschlesisch-polnischen Grenze, mit der das Eindringen der Pest aus Polen verhindert werden sollte.
- 1781 Generalleutnant
- 1785 Verleihung des Schwarzen Adlerordens
- 1787 Kommandierender General der Kavallerie
- 1793 Abschied aus der Armee.